# Agrostis epigejos
Agrostis epigejos é uma espécie de gramínea do gênero Agrostis, pertencente à família Poaceae.